# 苏联武装力量四十周年奖章
苏联武装力量四十周年奖章 (俄语：Юбилейная медаль «40 лет Вооружённых Сил СССР»)是苏联最高苏维埃主席团于1957年12月18日颁布法令设立的国家纪念奖章。以此纪念苏联武装力量建立40周年。

## 颁授情况
苏联武装力量建立四十周年纪念奖章授予在1958年2月23日仍在苏联武装力量、内务部内卫部队、国家安全委员会武装部队中服役和执勤的元帅、将军、海军将领、军官、士官、海军士官、士兵和水兵。
该紀念章由各军事单位、机构、院校指挥官代表苏联最高苏维埃主席团授予获奖人。每枚紀念章都附有证书，此证书为8厘米×11厘米的紙質小册子的形式，其中包含奖项的名称，获奖者的详细资料以及官方印章和签名。
苏联武装力量建立四十周年纪念奖章佩戴在左胸，当存在其他苏联勋章奖章时，应配戴在苏维埃陆军海军三十周年奖章之后，苏联武装力量四十周年奖章之前。如果佩戴了其它俄罗斯联邦勋章或奖章，则后者具有优先权。

## 奖章制式
苏联武装力量四十周年奖章为直径32毫米的圆形镀金铜质奖章。奖章正面中央为列宁的左侧半身像，列宁像分别被左右的橡树枝和月桂树枝环绕；在两个树枝交织处，是突出的数字“40”的浮雕。奖章反面有着沿围绕奖章一周的圆形浮雕铭文“为纪念40周年”(俄语：«В ОЗНАМЕНОВАНИЕ СОРОКОВОЙ ГОДОВЩИНЫ»)；中心是三排浮雕铭文“苏联武装力量”(俄语：«ВООРУЖЕННЫХ СИЛ СССР»；铭文下面为日期“1918-1958”；在日期之下，为一个小浮雕五角星。
苏联武装力量四十周年奖章通过奖章上方的圆环穿过奖章悬挂环固定到一个标准的苏联五边形章挂。章挂由24毫米宽的莫列波纹灰色丝绸绶带覆盖，每侧边缘有2毫米红色条纹，中央是相隔2毫米的2毫米宽红色条纹绶带。

## 部分获奖者
- 上校尤里·阿列克谢耶维奇·加加林
- 上尉瓦西里·扎伊采夫
- 苏联元帅、国防部长克利缅特·叶夫列莫维奇·伏罗希洛夫
- 大将萨加达特·科扎克梅托维奇·努尔马戈姆贝托夫（英语：Sagadat Nurmagambetov）
- 大将米哈伊尔·谢尔盖耶维奇·马里宁（英语：Mikhail Malinin）
- 大将谢尔盖·什捷缅科
- 海军上校伊万·瓦西里耶维奇·特拉夫金（英语：Ivan Travkin）
- 中将瓦西里·米哈伊洛维奇·巴达诺夫（英语：Vasily Badanov）
- 上将列昂尼德·米哈伊洛维奇·桑达洛夫
- 苏联元帅亚历山大·米哈伊洛维奇·华西列夫斯基
- 海军上将戈尔代·伊万诺维奇·列夫琴科（英语：Gordey Levchenko）
- 海军元帅谢尔盖·格奥尔基耶维奇·戈尔什科夫
- 海军少将弗拉基米尔·康斯坦丁诺维奇·科诺瓦洛夫（英语：Vladimir Konovalov）
- 海军上将阿尔谢尼·格里高利耶维奇·戈洛夫科（英语：Arseniy Golovko）
- 空军主帅亚历山大·伊万诺维奇·波克雷什金（英语：Alexander Pokryshkin）
- 苏联元帅伊万·斯捷潘诺维奇·科涅夫
- 苏联元帅基里尔·阿法纳西耶维奇·梅列茨科夫
- 苏联元帅帕维尔·费多罗维奇·巴季茨基
- 空军上尉安娜·亚历山德罗夫娜·提莫菲耶娃-叶格洛娃（英语：Anna Yegorova）
- 装甲兵元帅米哈伊尔·艾菲莫维奇·卡图科夫（英语：Mikhail Katukov）